# 善通寺市立東中学校
善通寺市立東中学校（ぜんつうじしりつ ひがしちゅうがっこう）は、香川県善通寺市生野本町2丁目にある公立（市立）の中学校。

## 概要

### 生徒
- 全校生徒 : 420人（普通学級 : 12クラス、特別支援学級 : 4クラス）
  - 1年生 : 144人
  - 2年生 : 137人
  - 3年生 : 139人

2019年（令和元年）5月1日現在

### 教職員
- 本務教員 : 38人
- 本務職員 : 1人

2019年（令和元年）5月1日現在

## 沿革
- 1955年（昭和30年）5月1日 - 与北中学校と竜川中学校が統合し、善通寺市立東中学校が開校。
- 1963年（昭和38年）4月 - 文部省より産業教育指定校に指定。
- 1975年（昭和50年）4月 - 文部省より道徳教育推進指定校に指定。
- 2002年（平成14年）4月 - 善通寺市中学校選択制が開始。
- 2008年（平成20年）7月 - 新校舎が完成。

## 通学区域が隣接している学校
- 善通寺市立西中学校
- 多度津町立多度津中学校
- 丸亀市立西中学校
- 丸亀市立南中学校
- まんのう町立満濃中学校
- 琴平町立琴平中学校
- 三豊市立高瀬中学校

## 著名な出身者
- 橋野純（高校野球指導者）
- 堀水宏次郎（射撃選手、警察官）